# 莫黛斯特·泰斯塔
阿尔·普埃西（法語：Al Pouessi），受洗名为玛尔特·阿德莱德·莫黛斯特·泰斯塔（Marthe Adélaïde Modeste Testas）并以莫黛斯特·泰斯塔（Modeste Testas）为人所知（1765年—1870年），是一名埃塞俄比亚妇女，曾是一名奴隶，被波尔多商人买下，在三个大洲生活后获得自由。海地前总统弗朗索瓦·德尼·莱吉蒂姆是她的孙子。

## 生平
泰斯塔出生时名叫阿尔·普埃西（Al Pouessi），原籍东非埃塞俄比亚。14岁时，她与另一个部落发生争执，在一次袭击中被俘虏。她被带到西非，并在那里被卖掉。1778年至1781年间，她被皮埃尔·泰斯塔（Pierre Testas）和弗朗索瓦·泰斯塔（François Testas）买下，他们是波尔多的商人和奴隶贩子，也是海地岛上的甘蔗种植园主。
她前往波尔多，并于1781年接受了泰斯塔兄弟的洗礼，取名为玛尔特·阿德莱德·莫黛斯特·泰斯塔（Marthe Adelaïde Modeste Testas）。同年，她随弗朗索瓦·泰斯塔一起被送往到海地的种植园。作为一名被奴役的人，泰斯塔没有建立恋爱关系或发生性关系的自由，而她与主人生下两个孩子的具体情况也不得而知。
1795年，弗朗索瓦·泰斯塔带着他的奴隶离开海地前往纽约，其中包括莫黛斯特·泰斯塔和约瑟夫·莱斯佩朗塞（Joseph Lespérance）。搬到巴尔的摩后，弗朗索瓦在费城去世。不过，他在遗嘱中释放了他拥有的奴隶。然而，对于泰斯塔来说，她获得解放的条件之一是她必须嫁给莱斯佩朗塞。夫妇俩返回海地，泰斯塔继承了51块土地。她和莱斯佩朗塞生了几个孩子。
1870年，泰斯塔在位于热雷米附近的泰斯塔庄园去世，享年105岁。

## 去世之后

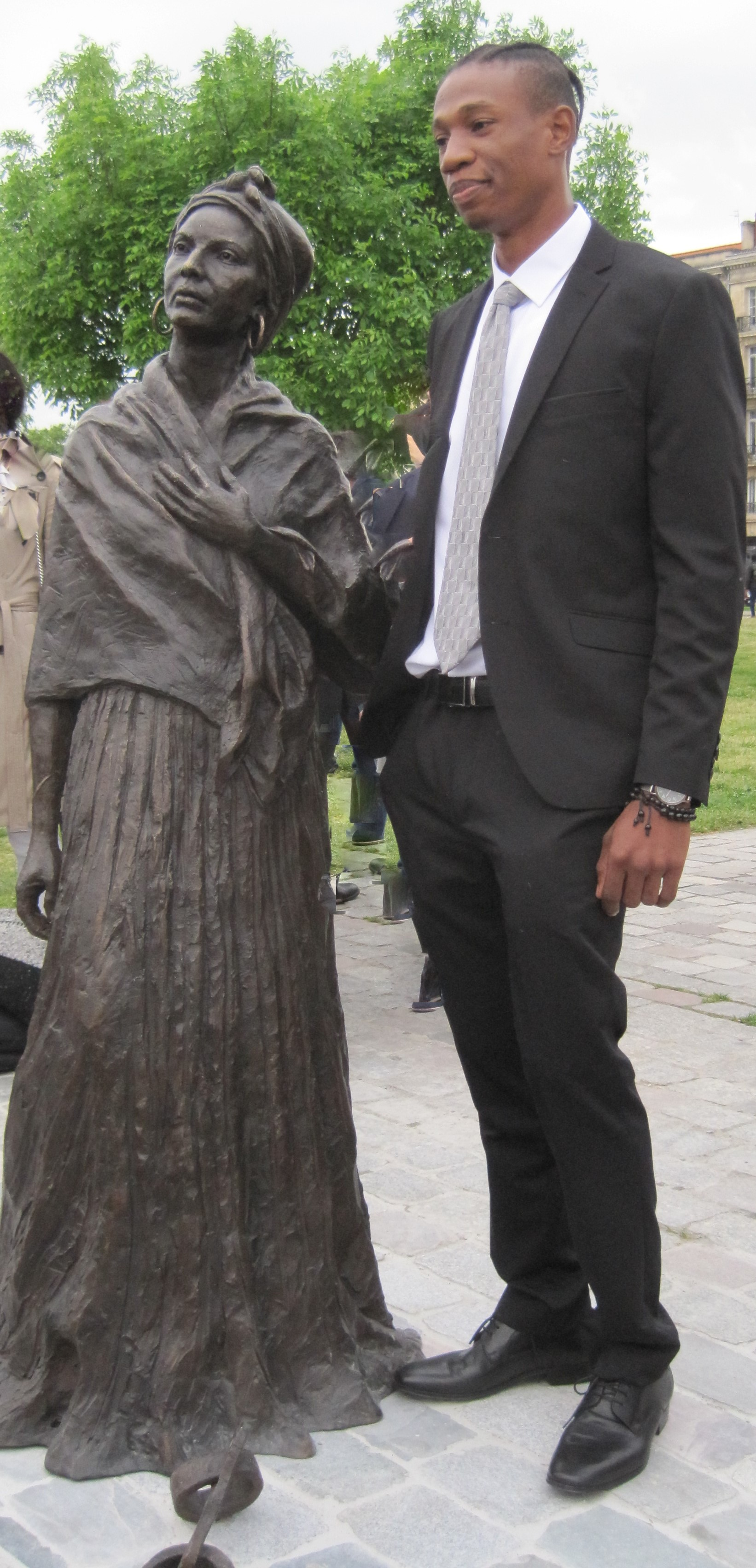
莫黛斯特·泰斯塔雕像和其雕塑家伍德利·凯米特

泰斯塔的孙子之一弗朗索瓦·德尼·莱吉蒂姆是蒂内特·莱斯佩朗塞（Tinette Lespérance）的儿子，他于1888年至1889年担任海地共和国总统。

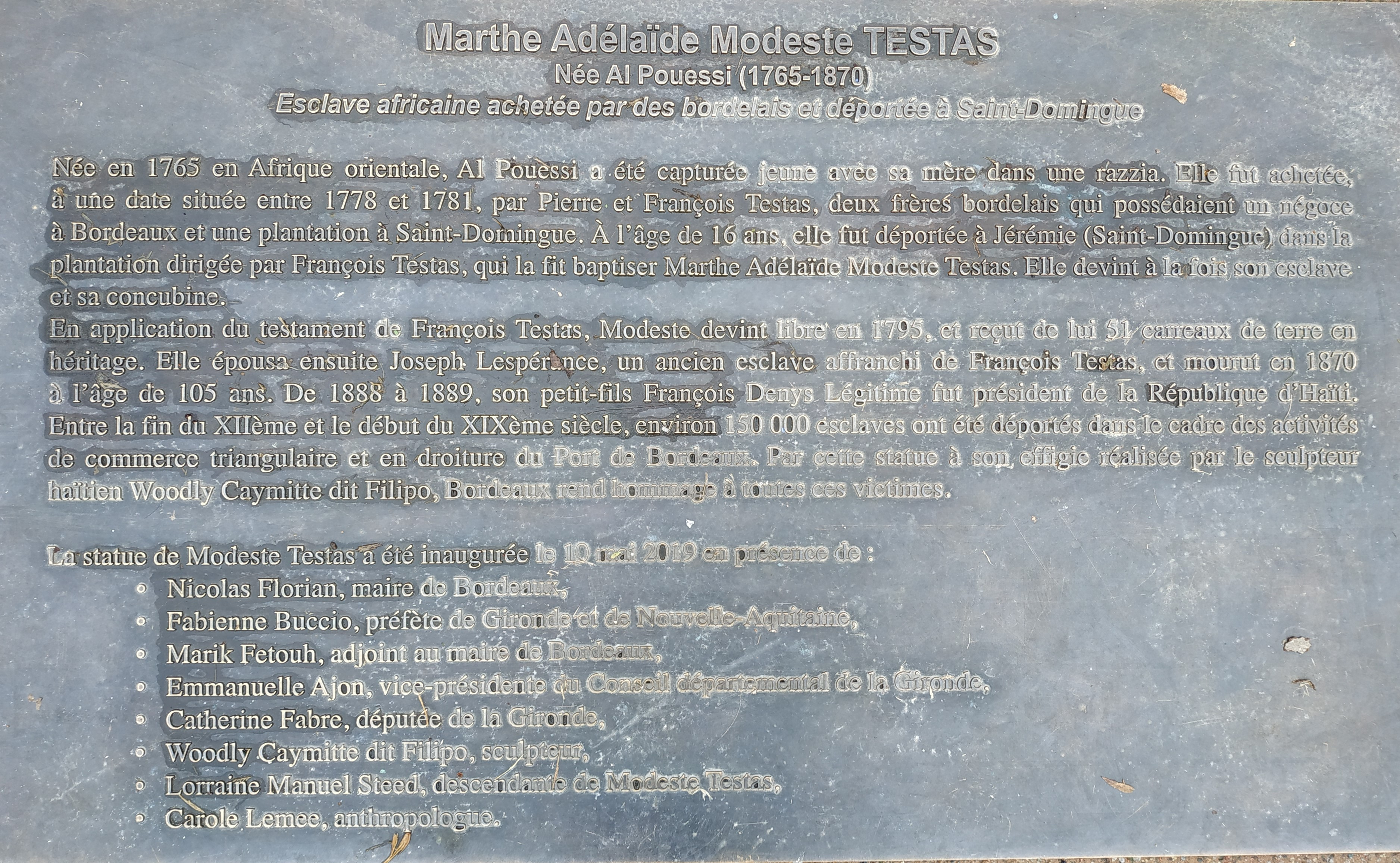
莫德斯特·泰斯塔雕像牌匾

2019年5月10日，由海地雕塑家伍德利·凯米特创作的泰斯塔雕像在波尔多揭幕。这座青铜雕像高1.7米，由独眼巨人铸造厂（Fonderie des Cyclopes）制作，位于加龙河畔路易十八码头。这是一座具象雕塑，闻名于描绘一名被奴役妇女的身体。地面上的一块说明牌匾讲述了莫黛斯特·泰斯塔的故事。